# Довженко Валентина Тимофіївна
Валентина Тимофіївна Довженко (нар. 14 листопада 1942, місто Біляївка, тепер Біляївського району Одеської області) — українська радянська діячка, бригадир овочівницької бригади радгоспу «Родина» Біляївського району Одеської області. Депутат Верховної Ради УРСР 8—10-го скликань.

## Біографія
Народилася в селянській родині. Освіта середня: в 1960 році закінчила сільськогосподарську школу.
З 1960 року — бригадир овочівницької бригади закритого ґрунту (парникового господарства) радгоспу «Родина» Біляївського району Одеської області.
Потім — на пенсії в місті Біляївці Одеської області.

## Нагороди
- орден Трудового Червоного Прапора
- медалі